# ココニイルコト
『ココニイルコト』は、2001年公開の日本映画。
監督は長澤雅彦。主演は本作が女優デビュー作となる真中瞳と堺雅人。

## ストーリー
東京の中堅広告代理店に勤務する駆け出しのコピーライター・相葉志乃は、不倫相手の上司・橋爪常務の夫人から手切れ金を渡された上、大阪支社の営業部へ転属された。「願っても叶わない、信じても無駄」そうやって自分を傷つけずに生きてきた彼女は、理不尽な人事を受け入れ新しい職場に出勤するが、そこにはもうひとり中途採用で入社した前野悦朗という新人がいた。「ま、ええんとちゃいますか」が口癖の彼は、何があっても明るく笑っているちょっと変わった青年だった。ある日、得意先の玩具屋の社長・丸山の接待の席で失態を演じた志乃は、しかし前野のとっさの機転から逆にクリスマス向けの広告を任されることになる。クリエイティヴな職場へ復帰出来るチャンスだ。だが、今の志乃には重圧ばかりがかかる。そんな彼女の心を癒し励ましてくれる前野。お陰で、彼女は丸山社長も納得の素晴らしいCMを作ることに成功する。ところが、仕事を終えた彼女に前野の訃報が届いた。実は、彼は以前から心臓に病気を抱えており、志乃の説得で2度目の手術を控えていたのだが、間に合わなかったのだ。それから数日後、前野の住んでいたアパートを借りることにした志乃は、もう少し大阪で頑張ってみようと心に誓うのだった。

## キャスト
- 相葉志乃：真中瞳
- 前野悦朗：堺雅人
- 山田武史：中村育二
- 大伴尚之：小市慢太郎
- 渡部あつこ：黒坂真美
- 門倉めぐみ：原田夏希
- 丸山亀吉：島木譲二
- 大門幸三：笑福亭鶴瓶
- 藤井明久：阿南健治
- 土屋誠：不破万作
- 福田恒夫：近藤芳正
- 橋爪久美子：久保京子
- 宇田川政樹：俵木藤汰
- 江藤由希子：臼井静
- 川藤大輔：井之上チャル
- 四方田悟：稲森誠
- 工藤友康：重松収
- 片岡富枝

## スタッフ
- 監督：長澤雅彦
- 製作：安田匡裕、坂上直行、伊達寛
- プロデューサー：小滝祥平、千野毅彦、古川一博
- 企画：木村純一、遠谷信幸、川城和実
- 原案：最相葉月『なんといふ空』（中央公論新社刊）
- 脚本：長澤雅彦、三澤慶子
- 撮影：藤澤順一
- 美術：富田麻友美
- 編集：掛須秀一
- 音楽：REMEDIOS
- 音楽プロデューサー：慶田次徳
- テーマ曲：スガシカオ『ココニイルコト』（キティMME）
- 照明：中村裕樹
- 装飾：福澤裕二
- 録音：小野寺修
- 助監督：落合俊一
- 製作担当：氏家英樹
- 制作プロダクション：デスティニー、エンジンネットワーク
- 製作会社：「ココニイルコト」パートナーズ（エンジンネットワーク、バンダイビジュアル、日本ヘラルド映画、電通、テレビ朝日、TOKYO FM、ディスティニー）

## 受賞歴
- 2001年 第56回毎日映画コンクール：撮影賞（藤澤順一）、スポニチグランプリ新人賞（長澤雅彦）
- 2001年 第75回キネマ旬報ベスト・テン：新人賞（真中瞳）
- 2001年 第26回報知映画賞：新人賞（真中瞳）
- 2001年 第21回藤本賞：新人賞（長澤雅彦）
- 2001年 第5回みちのく国際ミステリー映画祭：新人監督奨励賞グランプリ（長澤雅彦）
- 2002年 第25回日本アカデミー賞：新人俳優賞（真中瞳）
- 2002年 第23回ヨコハマ映画祭：新人監督賞（長澤雅彦）、最優秀新人賞（真中瞳）